# ویلیام توئتز
ویلیام توئتز (انگلیسی: William Twaits; ۲۰ اوت ۱۸۷۹ – ۱۳ آوریل ۱۹۴۱) بازیکن فوتبال اهل کانادا بود.
وی به‌همراه باشگاه فوتبال گالت به قهرمانی بازی‌های المپیک تابستانی ۱۹۰۴ دست پیدا کرده‌است.